# John See
Pour les articles homonymes, voir See.
John See (14 octobre 1844 - 31 janvier 1907) est un homme politique australien, député de Nouvelle-Galles du Sud du 26 novembre 1880 au 15 juin 1901, puis le 14e premier ministre de Nouvelle-Galles du Sud de 1901 à 1904. 
See était un autodidacte au caractère trempé, un excellent homme d'affaires et un bon politicien. C'était un bon ami, très apprécié sur tous les bancs de l'assemblée et les travaillistes n'oublièrent pas que c'est au cours de son gouvernement que furent créées les usines textiles d'État qui furent pour une grande part à la base de la suppression du travail à forfait et que le suffrage des femmes a également été adopté.

## Jeunesse
Il est le fils de Joseph See, un ouvrier agricole, et de son épouse Mary Ann, et est né à Yelling, Huntingdon, en Angleterre. Les registres de la paroisse de son baptême prouvent qu'il a été baptisé "See ou Seekings" et que ses parents et grands-parents utilisaient les deux noms de famille. Il fut emmené en Australie en 1852 par ses parents qui s'installent sur les rives du fleuve Hunter en Nouvelle-Galles du Sud. En Australie, la famille n'utilisa plus le nom de "Seekings". Après trois ans d'école, See travailla sur la ferme familiale, mais en 1863, il prit une propriété avec un de ses frères sur le fleuve Clarence. En 1865, à la suite d'inondations catastrophiques, il s'installa à Sydney et se lança dans les affaires comme revendeur. Son entreprise devint très prospère sous le nom de John See and Company. Il s'associa aussi dans une petite compagnie de navigation côtière, Nipper and See qui est devenue par la suite la North Coast Steam Navigation Company. See fut un investisseur astucieux et est devenu très connu dans les milieux d'affaires à Sydney. En 1876, il épousa Marie-Charlotte Matthews. See se fit construire un manoir dans la banlieue de Sydney, à Randwick, et devint conseiller municipal puis maire de Randwick. Il est devenu administrateur de plusieurs sociétés bien connues, dont de la Banque d'épargne de Nouvelle-Galles du Sud et président de la Royal Agricultural Society. En 1891, sa ligne de navigation à vapeur avait 14 bateaux quand elle fusionna avec une autre société pour former la North Coast Steam Navigation Co. Ltd dont il resta directeur associé jusqu'à sa mort. Il acquit également des biens dans tout l'État,.

## Carrière politique
See entra en politique en 1880 comme député de Grafton et le resta jusqu'à sa retraite en 1904. En octobre 1885, il rejoignit le gouvernement de George Dibbs comme ministre des Postes mais Dibbs fut battu avant la fin de l'année. See ne participa plus au gouvernement jusqu'en octobre 1891, quand il devint pendant près de trois ans ministre du budget du troisième gouvernement Dibbs. Il fut responsable du projet de loi qui créa les premières mesures protectionnistes en Nouvelle-Galles du Sud. L'ensemble de la période où il fut ministre du budget a été marqué par une grande tension financière en Australie. D'août 1894 à septembre 1899, Reid fut au pouvoir, mais quand William Lyne devint premier ministre, il devint secrétaire colonial. 
Lorsque Lyne passa au gouvernement fédéral en mars 1901, See devint premier ministre et le resta jusqu'en 1904. Son gouvernement fit adopter la Loi sur l'arbitrage industriel en 1901 et la loi sur le suffrage féminin en 1902. Mais d'autre part, les mauvaises conditions économiques et la sécheresse obligèrent le gouvernement à renoncer à un ambitieux programme de travaux publics. En raison de son état de santé et après la mort de son épouse en mars 1904, il fut contraint de prendre sa retraite en juin. Il accepta un siège au Conseil législatif, mais il n'a plus exercé une grande influence politique. 
See est mort à Randwick, à Sydney, le 31 janvier 1907. Il était père de dix enfants dont sept lui survécurent.